# 蒂塔·万提斯
蒂塔·万提斯（英語：Dita Von Teese，1972年9月28日—）是美国表演藝術家、企業家、作家、設計師、模特兒、演員。出生于密歇根州的罗切斯特。童年曾学习古典芭蕾。15岁时在一家高档内衣专卖店担任销售员，她因此對於內衣情有獨鍾。18岁时在一家脱衣舞夜总会工作。1991年，她开始向杂志提供照片，不久名声传遍了美国。1993年，她开始从事滑稽戏剧的表演，以表演羽毛扇舞、“香槟浴”而逐渐走红。后来有参与话剧、歌剧舞、电视剧等方面的演出。在时尚界，她以古典的装扮而闻名。